# Phil Brown (skådespelare)
Philip Brown, född 30 april 1916, död 9 februari 2006, var en amerikansk skådespelare.

## Biografi
Brown föddes i Cambridge, Massachusetts. Efter att ha studerat dramatik som huvudämne vid Stanford University där han var en broder av Beta Theta Pi Fraternity, spelade han några av sina tidigaste teaterroller som en dela av New Yorks Group Theater. När detta lades ned, begav han och de övriga veteranerna i Group Theatre till Hollywood, där Brown arbetade i filmer och hjälpte till att grunda den mytomspunna Actors' Laboratory. År 1946 spelade han Ernest Hemingway's berömda huvudperson Nick Adams i Robert Siodmaks version av Hämnarna, tillsammans med William Conrad och Charles McGraw som de i titeln nämnda "hämnarna".
Hans samarbete med Lab kom tillbaka för att hemsöka honom senare under decenniet, när dess medlemmar föll under granskningen av House Un-American Activities Committee. Även om han inte var en kommunist, svartlistades han år 1952 och så småningom tvungen att flytta med sin familj till England mellan åren 1953 och 1993.
Utomlands kunde han återuppta skådespeleriet på teaterscenen, TV och i film. Han regisserade även för teatern och TV. Han var bäst känd för sin roll som Luke Skywalkers farbror, Owen Lars i Stjärnornas krig (1977).
Han återvände till USA på 1990-talet och under senare år ägnat sig åt flera autografsigneringar. Phil Brown avled i sviterna av en lunginflammation den 9 februari 2006, 89 år gammal, precis två månader innan sin 90-årsdag.